# 함양 영원사 목조보살좌상 및 복장물 일괄
함양 영원사 목조보살좌상 및 복장물 일괄(咸陽 靈源寺 木造菩薩坐像 및 腹藏物 一括)은 대한민국 경상남도 함양군 마천면 삼정리, 영원사에 있는 조선시대의 불상 및 복장물 일괄이다. 2016년 9월 29일 경상남도의 유형문화재 제598호로 지정되었다.

## 개요
함양 영원사 목조보살좌상은 알맞은 신체비례에 부드럽고 온화한 얼굴, 간결하면서도 대담한 옷 표현 등 세련된 조형감이 돋보이는 불상이다.
이 상을 조성한 승일은 1622년 서울 지장암 목조비로자나불좌상 조성에 처음 이름이 보이며, 1646년 구례 천은사 수도암 불상 조성에 수화승으로 등장하여 1670년 김천 고방사의 마지막 기년명 불상을 제작할 때까지 경상도지역을 중심으로 활동하면서 다양하고 독창적인 많은 불상을 제작하였다.
그 중에서도 함양 영원사 보살상은 그의 활동 중 전성기에 제작된 목조불상으로 승일의 완성도 있는 표현기법이 잘 드러나 있다. 더욱이 경상남도 지역에서는 처음 확인되는 승일의 기년명 불상으로 17세기 불교조각의 흐름은 물론 조각승의 계보와 활동지역을 살필 수 있는 자료이다.

## 참고 자료
- 함양 영원사 목조보살좌상 및 복장물 일괄 - 국가유산청 국가유산포털